# 경남해양과학고등학교
경남해양과학고등학교(慶南海洋科學高等學校)는 대한민국 경상남도 남해군 삼동면 지족리에 있는 공립 고등학교이다.

## 학교 연혁
- 1938년 5월 7일 : 남해공립수산실수학교 개교
- 1945년 4월 20일 : 남해공립수산전수학교 3년제 인가
- 1951년 8월 31일 : 남수중학교 남해수산고등학교 분리 인가
- 2001년 9월 12일 : 학칙 변경(해양생산, 동력기계 각 1학급 편성)
- 2004년 3월 1일 : 경남해양과학고등학교로 교명 변경
- 2008년 3월 1일 : 정부부처 특성화고등학교 지정
- 2011년 2월 28일 : 기계공작실 완공
- 2015년 2월 20일 : 어선운항조종 시뮬레이터실 완공
- 2016년 2월 29일 : 양어 실습장 리모델링
- 2019년 3월 1일 : 자율학교 재지정(2019. 03. 01.~2022. 02. 28.)
- 2022년 3월 1일 : 제24대 정욱현 교장 부임
- 2022년 3월 7일 : 기관 시뮬레이터실 완공
- 2023년 1월 6일 : 제82회 졸업(졸업생 24명, 누계 8,423명)
- 2023년 3월 2일 : 제85회 입학(자영해양생산과 20명, 해양기술과 18명 계 38명)

## 설치 학과
- 자영해양생산과
- 해양기술과

## 참고 자료
- 경남해양과학고등학교 - 한국교육학술정보원 학교알리미